# Archu
Archu, Arsu ou Aritso foi um maí (rei) do Império de Canem da dinastia dugua ou Bani Ducu que alegadamente governou por 50 anos. Era filho e sucessor de Funa e sua esposa Fucalxi, a filha de Begalma. Ao falecer foi sepultado em Negala Buta, ou Galanbuta, descrito na Girgam como local de peixes. Foi sucedido por seu filho Caturi.